# Stictoptera timesiana
Stictoptera timesiana är en fjärilsart som beskrevs av Embrik Strand 1917. Stictoptera timesiana ingår i släktet Stictoptera och familjen nattflyn. Inga underarter finns listade i Catalogue of Life.